# Saint-Hilaire-la-Palud
Saint-Hilaire-la-Palud település Franciaországban, Deux-Sèvres megyében. Lakosainak száma 1510 fő (2022. január 1.). Saint-Hilaire-la-Palud Cram-Chaban, La Grève-sur-Mignon, La Ronde, Arçais, Le Bourdet, Prin-Deyrançon, Saint-Georges-de-Rex és Damvix községekkel határos.

## Népesség
A település népessége az elmúlt években az alábbi módon változott:
| Lakosok száma | 1591 | 1575 | 1579 | 1540 | 1536 | 1524 | 1523 | 1523 | 1510 |
|               | 2013 | 2015 | 2016 | 2017 | 2018 | 2019 | 2020 | 2021 | 2022 |